# Eva Dichand
Eva Dichand, née Eva Kriebernegg le 23 février 1973 à Graz, est une éditrice autrichienne d'un quotidien à grand tirage à Vienne (Autriche), intitulé Heute. Elle est présidente du conseil universitaire de l'Université de médecine de Vienne et a constitué une importante collection d'art contemporain.

## Carrière
Elle a fréquenté une école technique supérieure à Graz, qui comprenait un apprentissage de maçon et de charpentier ainsi que le baccalauréat. Elle a ensuite étudié à l'Université d'économie de Vienne. Sa thèse de diplôme portait sur Les problèmes du marketing des entreprises occidentales dans le secteur des biens de consommation des pays réformateurs d'Europe centrale., Sa thèse de doctorat traitait des modèles immobiliers offshore en Europe de l'Est. Après avoir terminé ses études, elle a travaillé pendant deux ans comme consultante chez Roland Berger, puis a été embauchée par la Credit Anstalt-Bankverein — à l'époque la plus grande banque autrichienne — pour travailler dans la division Private equity. Par la suite, elle a travaillé pour le conseil d'investissement Unternehmens Invest AG (UIAG), où elle a soutenu des projets pour Andritz, Bene, ETM Professional Control, Palfinger et Wolford.

### QuotidienHeute
Lors des négociations autour de la vente du Dorotheum à Vienne, elle rencontre Christoph Dichand, qu'elle épouse en mai 2002. Son beau-père était Hans Dichand, légendaire fondateur et éditeur du Kronen Zeitung, le quotidien le plus puissant d'Autriche, qui deviendra son ami et mentor. Hans Dichand, lui aussi originaire de Graz, appréciait chez sa belle-fille sa capacité à s'imposer. Il l'a convaincu que l'avenir de la presse écrite appartenait aux journaux gratuits. Pendant deux ans, elle dirige alors le magazine mensuel « Unsere Stadt » [Notre Ville], distribué gratuitement aux logements municipaux et coopératifs de Vienne. 
En 2005, elle se lance dans un nouveau projet de journal gratuit pour le métro de Vienne en tant que directrice; en 2006, elle en devient également éditrice — le projet s'appelait « Heute » (Aujourd'hui en français). Heute avait deux avantages dès le départ: la maison d'édition pouvait installer des boîtes de distribution dans les stations de métro de Vienne et s'appuyer sur les annonces de la ville de Vienne. Eva Dichand saisit ces opportunités et conduit « Heute » au leadership du marché viennois en dix ans. Elle dépasse ainsi à Vienne le « Kronen Zeitung », jusque-là leader du secteur, dirigé par son mari Christoph Dichand après la mort de Hans Dichand. Ces avantages initiaux ne s'appliquaient pas au numérique, mais Eva Dichand a également su s'imposer comme une personnalité éditoriale indépendante. Aujourd'hui, heute.at fait partie du top 5 des offres médiatique en ligne en Autriche.
Ce qui est remarquable, c'est la façon dont Eva Dichand a positionné le quotidien dans le secteur populaire. « Heute » se distingue considérablement de la concurrence sur deux aspects essentiels:  tous les articles sont courts et concis, facilement lisible entre deux stations de métro. De plus, « Heute » véhicule un contexte optimiste et positif,.

### Live, Netdoktor
En 2007, Eva Dichand fonde « Live », un magazine de prestige, qu'elle vend l'année suivante à Mediaprint; la compagnie arrête sa publication peu après.
De 2012 à 2021, Eva Dichand dirige les portails de santé et de médecine netdoktor.at et netdoktor.ch, avant de les vendre à Burda Media.

### Fonctions officielles
Depuis 2016, elle est membre du conseil international du Metropolitan Museum of Art de New York et du Musée d'Art moderne de Paris. En 2020, elle est nommée vice-présidente du conseil d'administration du musée Albertina de Vienne.
En 2018, elle prend le présidence du conseil universitaire de l'Université de médecine de Vienne,. En 2023, elle est reconduite pour un nouveau mandat de cinq ans.

## Collection d'art
Eva Dichand a constitué une importante collection d'art contemporain depuis deux décennies. Dans ce domaine également, elle s'inspire de son beau-père, qui avait rassemblé l'une des collections plus impressionnantes de modernisme classique en Autriche. La collection Hans Dichand, axée sur l'art figuratif du début du XXe siècle, comprend des classiques autrichiens tels que Klimt, Schiele, Kokoschka, Kubin et Wotruba. L’œuvre la plus célèbre est Danaé de Klimt. La valeur de la collection est estimée à un demi-milliard d'euros,.
La collection d'Eva Dichand comprend également des exemples de modernisme classique — bien que d'origine française, italienne et américaine (Fernand Léger et Serge Poliakoff, Lucio Fontana, Alexander Calder et Frank Stella). Contrairement à celle de son beau-père, sa collection personnelle se concentre davantage sur l'internationalité et des artistes de sa génération. Parmi les show pieces figurent Hands Up (2014) de l'artiste suisse Miriam Cahn et Cobinnah (2019) de l'artiste ghanéen Amoako Boafo. La collection comprend également les Autrichiens Brigitte Kowanz, Anouk Lamm, Tobias Pils, Rudolf Polanzsky, Franz West et Heimo Zobernig, les Allemands Kerstin Brätsch, Imi Knoebel, Sigmar Polke, Daniel Richter et Thomas Schütte, l'Italien Maurizio Cattelan, les Américains Sarah Crowner, Donna Huanca et David LaChapelle, le Danois Jeppe Hein, le Britannique Thomas Houseago, l'Espagnol Secundino Hernandez, le Mexicain Joshé Dávila, l'Argentin Tomás Saraceno, le Vénézuélien Alvaro Barrington ainsi que du duo kosovars-espagnols Petrit Halilaj et Álvaro Urbano.
Eva Dichand décrit sa passion pour l'art ainsi: « Quand on a une maison sans une seul œuvre d'art, sans une seul tableau, je trouve ça un peu triste. [...] Une bonne œuvre d'art a un effet sur vous. Elle évoque des émotions fortes : à chaque fois qu'on la regarde, elle nous rend heureux, en colère, triste ou rit. » Elle rêve de « posséder un Matisse – relativement utopique, parce qu’on ne peut pas l’acheter ».
Bien que'Eva Dichand soit relativement ouverte quant aux œuvres qu'elle a acquises, l'étendue exacte de sa collection reste floue et la liste complète des artistes n'est pas connue. Ce qui est certain, c'est qu'en 2019, elle comptait déjà plus de 400 œuvres et que la valeur de la collection s'élèves à au moins plusieurs dizaines de millions d'euros. Sur son compte Instagram, on peut voir Eva Dichand poser occasionnellement avec des maîtres de la peinture tels que Georg Baselitz, David Hockney ou Anselm Kiefer. Les visiteurs de son bureau, où une partie de la collection est exposée, peuvent régulièrement découvrir de nouvelles œuvres. En général, 50 à 100 œuvres d'art contemporaines y sont visibles.

## Vie privée
Le père d'Eva Dichand était ingénieur civil et entrepreneur, sa mère pharmacienne. Eva et Christoph Dichand ont trois enfants, deux fils et une fille. La famille est très soucieuse de sa vie privée, les enfants sont protégés du public. Elle possède un bouledogue français nommé Mr. Cupcake.
Eva Dichand a une forte affinité pour la mode et la musique classique. Elle se déplace principalement à vélo et occasionnellement en voiture avec sa Smart. Cela a incité son beau-père à la surnommer « la grande blonde dans la boîte d'allumettes ».
À l'occasion de son 50e anniversaire, une édition spéciale de Heute est publiée avec de nombreuses photos la montrant dans différentes situations de vie, attirant une attention considérable en Autriche. 85 célébrités l’a félicitent, et la préface est écrite par le président fédéral de la République d’Autriche, Alexander Van der Bellen.